# Столбищенское сельское поселение (Орловская область)
Столби́щенское се́льское поселе́ние — муниципальное образование в Дмитровском районе Орловской области Российской Федерации.
Административный центр — посёлок Красное Знамя.

## Географическое положение
Муниципальное образование расположено на северо-западе района. Территория Столбищенского сельского поселения богата лесами и прудами. Здесь произрастает смешанный лес с преобладанием сосны и березы. В границах поселения в сосновом лесу расположена зона отдыха «Селькин пруд», известная многим охотникам и рыболовам.
Муниципальное образование граничит с:
- Сосковским районом (на севере и востоке)
- Соломинским сельским поселением (на юго-востоке)
- Горбуновским сельским поселением (на юге)
- Друженским сельским поселением (на юго-западе)
- Бородинским сельским поселением (на северо-западе)

## История
Столбищенский сельсовет был образован в первые годы советской власти в составе Гнездиловской волости Дмитровского уезда Орловской губернии. В 1923—1928 годах в составе Лубянской волости. В 1926 году в состав Столбищенского сельсовета входило 19 населённых пунктов: п. Василёк, п. Васильевка, п. Данюкинский, п. Ермаковский, п. Калинов Куст, п. Каретниковский, х. Клягина, п. Копытовский, п. Коржиловский, п. Красная Поляна, п. Красное Знамя, мельница на Селькином пруду, п. Новосергеевский, Рыболовская контора, п. Рыжонковский, п. Новый Рай, с. Столбище, п. Сучковский, х. Черничек. В 1928 году сельсовет вошёл в состав новообразованного Дмитровского района.
5 мая 1959 года из Столбищенского сельсовета в состав Рублинского сельсовета были переданы: деревни Белочь и Дудинка, посёлки Донской, Старая Деревня и Узлив.
8 июля 1970 года были упразднены посёлки Весёлый и Малиновка.
15 ноября 1974 года был упразднён посёлок Верхненеруссовский.
18 июля 1975 года административный центр сельсовета был перенесён из села Столбище в посёлок Красное Знамя.
Статус и границы сельского поселения установлены Законом Орловской области от 19 ноября 2004 года № 447-ОЗ «О статусе, границах и административных центрах муниципальных образований на территории Дмитровского района Орловской области».

## Население
| 2002 | 2010 | 2012 | 2013 | 2014 | 2015 | 2016 |
| ---- | ---- | ---- | ---- | ---- | ---- | ---- |
| 567  | ↘427 | ↗429 | ↘424 | ↗428 | ↘415 | ↗419 |
| 2017 | 2018 | 2019 | 2020 | 2021 | 2023 |      |
| ↘404 | ↘390 | ↘385 | ↗386 | ↘293 | ↘278 |      |

## Состав сельского поселения
| № | Населённый пункт | Тип населённого пункта          | Население |
| - | ---------------- | ------------------------------- | --------- |
| 1 | Василёк          | посёлок                         | ↘16       |
| 2 | Красное Знамя    | посёлок, административный центр | ↘199      |
| 3 | Новый Рай        | посёлок                         | ↘0        |
| 4 | Обратеево        | село                            | ↘23       |
| 5 | Петропавловский  | посёлок                         | ↘0        |
| 6 | Семёновский      | посёлок                         | ↘6        |
| 7 | Столбище         | село                            | ↘183      |

### Упразднённые населённые пункты
- Весёлый Кут (посёлок)
- Весёлый (посёлок)
- Верхненеруссовский (посёлок)
- Красная Поляна (посёлок)
- Малиновка (посёлок)[17]

## Образование и культура
На территории сельского поселения расположены: Столбищенская средняя школа, Дом культуры, библиотека